# Conophytum frutescens
Conophytum frutescens is een succulente plantensoort uit de ijskruidfamilie (Aizoaceae). De soort wijkt door zijn grootte en bijzondere bloemkleur af van de meeste andere verwante soorten. 
Het is een langzaam groeiende plant die uit kan groeien tot losse kleine struikjes. Deze struikjes kunnen 3,5 centimeter hoog en tot 1,5 centimeter breed worden. De bladparen groeien aan de uiteinden van de takken. De bladparen van deze soort hebben een geelachtig groen, grijsgroen of turkoois gevlekte epidermis met rood getinte randen. De bloemen verschijnen al eerder dan bij andere soorten uit het geslacht. De bloei is meestal vanaf half juni tot ongeveer begin juli. De bloemen kunnen verschillende tinten oranje hebben, variërend tot koperkleurig en roze. De vrucht is vijf- of zeshokkig met zeer kleine bruine zaadjes. 
Deze soort kan worden vermeerderd met twee verschillende methoden. Meestal wordt vermeerderd door zaaien. Oudere uitgegroeide planten kunnen worden vermeerderd door splitsen.
De soort komt voor in het westen van de Kaapprovincie in Zuid-Afrika. Hij groeit daar in de Succulenten-Karoo, waar hij groeit op kwartsbrokken en hellingen, vaak op beschutte of schaduwrijke plaatsen.